# Bosnisch-herzegowinische Grenzübergänge in die Nachbarstaaten
Bosnien und Herzegowina hat drei Nachbarstaaten: Kroatien mit 932 km, Serbien mit 357 km und Montenegro mit 249 km gemeinsamer Grenze. Die Grenze zu Kroatien ist seit 1. Juli 2013 auch die EU-Außengrenze und seit 2023 auch die Außengrenze des Schengenraums.

## Kategorien von Grenzübergängen
Die rechtliche Grundlage für die bosnisch-herzegowinischen Grenzübergänge in die Nachbarstaaten ist der Beschluss des Ministerrates über die Grenzübergänge von Bosnien und Herzegowina vom 3. Mai 2012. Der Beschluss definiert vier Kategorien von Grenzübergängen:
Međunarodni granični prelaz I kategorijefür Personen und Güter
Međunarodni granični prelaz II kategorijewie oben; ausgenommen Güter, die kontrolliert oder versteuert werden müssen
Međunarodni granični prelaz za putnički saobraćajnur für Personen und Reisegepäck, aber keine Güter
Granični prelazi za pogranični saobraćajnur für Personen mit Wohnsitz im Grenzgebiet (Lokal)
Grenzübergänge der ersten drei Kategorien sind durchgängig geöffnet.

## Kroatien

Kroatien

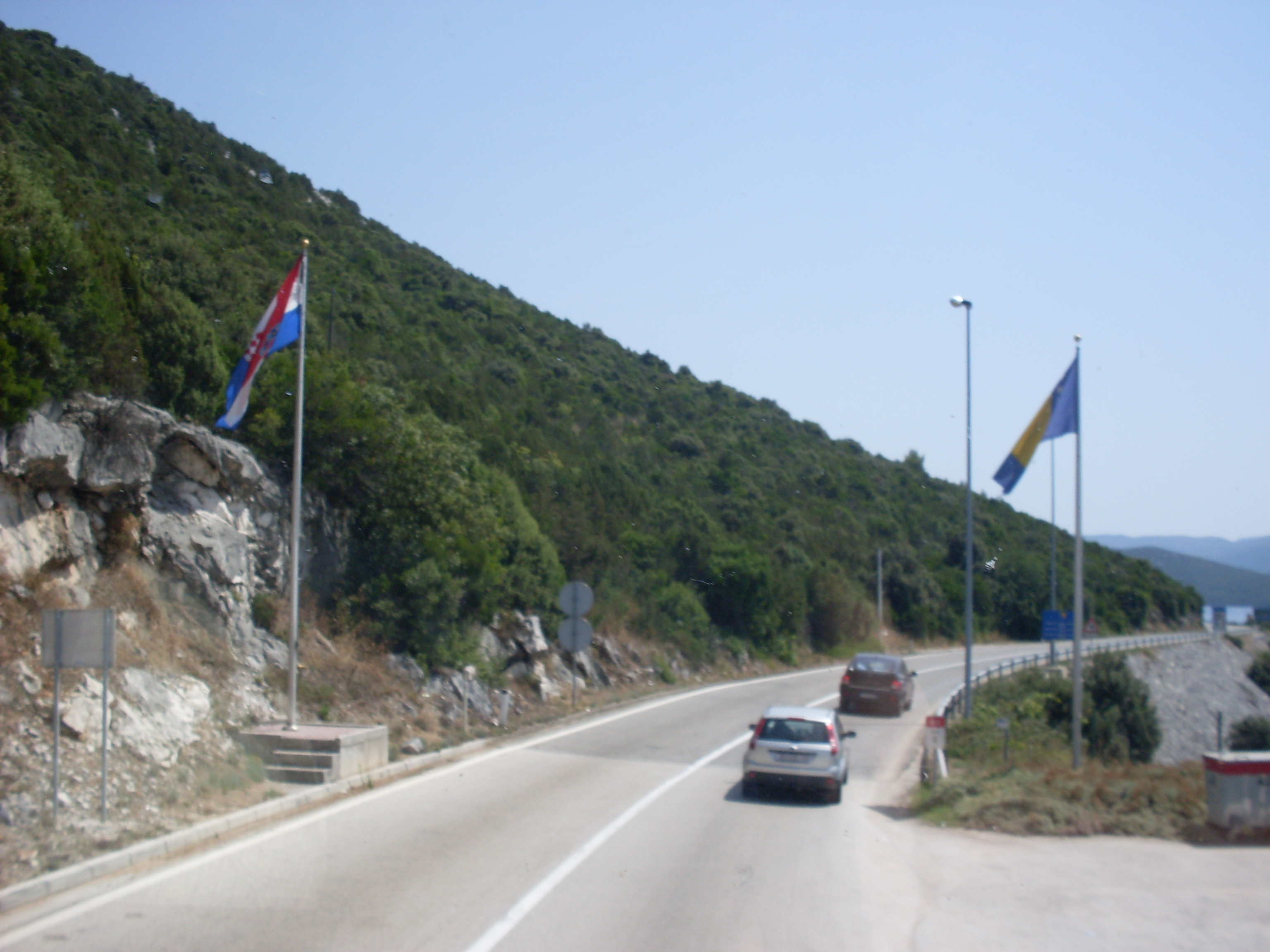
Grenzübergang bei Neum

Eine Besonderheit der Grenze zwischen Bosnien und Herzegowina und Kroatien ist, dass sie Kroatien bei Neum an der Adria in zwei Teile teilt. Der Raum um Dubrovnik bildet eine Exklave, mit Transitverkehr über Neum. Mit Eröffnung der Pelješac-Brücke am 26. Juli 2022, entfällt der nötige Grenztransit über Neum jedoch.

### Straßen- und Wegübergänge
| Grenzübergang    | Ort im Nachbarstaat | Art des Übergänges | bis | Bemerkung          |
| ---------------- | ------------------- | ------------------ | --- | ------------------ |
| Brčko            | Gunja               | 1. Kategorie       |     |                    |
| Orašje           | Županja             | 1. Kategorie       |     |                    |
| Šamac            | Slavonski Šamac     | 1. Kategorie       |     |                    |
| Gradiška         | Stara Gradiška      | 1. Kategorie       |     |                    |
| Izačić           | Ličko Petrovo Selo  | 1. Kategorie       |     |                    |
| Kamensko         | Kamensko            | 1. Kategorie       |     |                    |
| Gorica           | Vinjani Donji       | 1. Kategorie       |     |                    |
| Doljani          | Metković            | 1. Kategorie       |     |                    |
| Velika Kladuša   | Maljevac            | 2. Kategorie       |     |                    |
| Novi Grad        | Dvor                | 2. Kategorie       |     |                    |
| Bosanski Brod    | Slavonski Brod      | 2. Kategorie       |     |                    |
| Kostajnica       | Hrvatska Kostajnica | 2. Kategorie       |     |                    |
| Bosansko Grahovo | Strmica             | 2. Kategorie       |     |                    |
| Neum I           | Klek                | 2. Kategorie       |     | besondere Regelung |
| Neum II          | Zaton Doli          | 2. Kategorie       |     | besondere Regelung |
| Kozarska Dubica  | Hrvatska Dubica     | nur Personen       |     |                    |
| Donja Gradina    | Jasenovac           | nur Personen       |     |                    |
| Gabela Polje I   | Gabela              | nur Personen       |     |                    |
| Crveni Grm       | Mali Prolog         | nur Personen       |     |                    |
| Orahovlje        | Orah                | nur Personen       |     |                    |
| Bijaca           | Prud                | nur Personen       |     |                    |
| Osoje            | Vinjani Gornji      | nur Personen       |     |                    |
| Prisika          | Aržano              | nur Personen       |     |                    |
| Ripac            | Užljebic            | nur Personen       |     |                    |
| Ivanica          | Brgat               | nur Personen       |     |                    |
| Bosanska Bojna   | Obljaj              | Lokal              |     |                    |
| Hadžin Potok     | Bogovolja           | Lokal              |     |                    |
| Zagrad           | Pašin Potok         | Lokal              |     |                    |
| Plazikur         | Gejkovac            | Lokal              |     |                    |
| Tržacka Raštela  | Kordunski Ljeskovac | Lokal              |     |                    |
| Srbac            | Davor               | Lokal              |     | Schiff             |
| Donji Svilaj     | Svilaj              | Lokal              |     | Schiff             |
| Domaljevac       | Dubocica            | Lokal              |     | Schiff             |
| Orahov Do        | Slano               | Lokal              |     |                    |
| Trebimlja        | Cepikuce            | Lokal              |     |                    |
| Radež            | Vukov Klanac        | Lokal              |     |                    |
| Duži             | Imotica             | Lokal              |     |                    |
| Gabela Polje II  | Glibuša             | Lokal              |     |                    |
| Unka             | Unka                | Lokal              |     |                    |
| Podprolog        | Prolog              | Lokal              |     |                    |
| Subašici         | Dvorine             | Lokal              |     |                    |
| Drinovacko Brdo  | Slivno              | Lokal              |     |                    |
| Čitluk           | Jovica Most         | Lokal              |     |                    |
| Podbila          | Ricice              | Lokal              |     |                    |
| Drinovci         | Sebišina            | Lokal              |     |                    |
| Mala Vinica      | Aržano Pazar        | Lokal              |     |                    |
| Vaganj           | Bili Brig           | Lokal              |     |                    |
| Kaldrma          | Licka Kaldrma       | Lokal              |     |                    |
| Burumi           | Tolisa              | Lokal              |     | saisonal           |
| Bugar            | Bugar Donji Vaganac | Lokal              |     | saisonal           |

### Eisenbahnübergänge
| letzte Station in Bosnien-Herzegowina | erste Station in Kroatien | eröffnet | aufgelassen | Bahnstrecke                | Kilometer | Bemerkung                                                                                              |
| ------------------------------------- | ------------------------- | -------- | ----------- | -------------------------- | --------- | --- |
| Brčko                                 | Gunja                     |          |             |                            | 51,210    | |
| Šamac                                 | Slavonski Šamac           |          |             | Šamac–Sarajevo             | 21,746    | |
| Dobrljin                              | Volinja                   |          |             | Banja Luka–Sunja           | 21,278    | |
| Čapljina                              | Metković                  |          |             | Sarajevo–Ploče             | 170,390   | |
| Martin Brod                           | Ličko Dugo Polje          | 1948     |             | Bahnstrecke Novi Grad–Knin | 119,444   | insgesamt siebenmalige Überschreitung der Staatsgrenze, ein sogenannter Teilungspunkt wurde festgelegt |

## Serbien

Serbien

### Straßen- und Wegübergänge
| Grenzübergang   | Ort im Nachbarstaat | Art des Übergänges | bis | Bemerkung                 |
| --------------- | ------------------- | ------------------ | --- | ------------------------- |
| Rača            | Sremska Rača        | 1. Kategorie       |     | Rača-Brücke über die Save |
| Karakaj         | Mali Zvornik        | 1. Kategorie       |     |                           |
| Vardište        | Kotroman            | 1. Kategorie       |     |                           |
| Uvac            | Uvac                | 2. Kategorie       |     |                           |
| Ustibar         | Vagan               | 2. Kategorie       |     |                           |
| Popovi          | Badovinci           | 2. Kategorie       |     |                           |
| Šepak           | Trbušnica           | nur Personen       |     |                           |
| Bratunac        | Ljubovija           | nur Personen       |     |                           |
| Skelani         | Bajina Bašta        | nur Personen       |     |                           |
| Donje Crnjelovo | Jamena              | Lokal              |     | Schiff                    |
| Zvornik         | Mali Zvornik        | Lokal              |     | Alte Brücke (Stari most)  |
| Petrica         | Crvica              | Lokal              |     | Schiff                    |
| Mokronozi       | Priboj              | Lokal              |     |                           |

### Eisenbahnübergänge
| letzte Station in Bosnien und Herzegowina | erste Station in Serbien | eröffnet | aufgelassen | Bahnstrecke | Kilometer   | Bemerkung                                                                                                  |
| ----------------------------------------- | ------------------------ | -------- | ----------- | ----------- | ----------- | --- |
| Bijeljina                                 | Sremska Rača             |          |             |             |             | |
| Štrpci                                    | Priboj                   |          |             | Belgrad–Bar | 205,5 214,8 | Transitstrecke Serbien–BiH–Serbien, keine Verknüpfung zum sonstigen Eisenbahnnetz Bosnien und Herzegowinas |
| Zvornik                                   | Brasina                  |          |             |             |             | |

## Montenegro

Montenegro

Die Grenze zwischen Bosnien und Herzegowina und Montenegro ist gebirgig und hat nur wenige bedeutende Grenzübergänge.

### Straßen- und Wegübergänge
| Grenzübergang    | Ort im Nachbarstaat | Art des Übergänges | bis | Bemerkung |
| ---------------- | ------------------- | ------------------ | --- | --------- |
| Hum              | Šćepan Polje        | 1. Kategorie       |     |           |
| Klobuk           | Ilino Brdo          | 1. Kategorie       |     |           |
| Metaljka (R-448) | Metaljka (R-3)      | 2. Kategorie       |     |           |
| Deleuša          | Vraćenovići         | 2. Kategorie       |     |           |
| Zupci            | Sitnica             | 2. Kategorie       |     |           |
| Vitine           | Šula (R21)          | nur Personen       |     |           |
| Meštrevac        | Meštrevac           | Lokal              |     |           |
| Biteljica        | Biteljica           | Lokal              |     |           |
| Krstac           | Krstac              | Lokal              |     |           |
| Aranđelovo       | Nudo                | Lokal              |     |           |